# Bothriembryon rhodostomus
Bothriembryon rhodostomus är en snäckart som först beskrevs av Gray 1834.  Bothriembryon rhodostomus ingår i släktet Bothriembryon och familjen Bulimulidae. Inga underarter finns listade i Catalogue of Life.